# فرودگاه شمتوا
فرودگاه شمتوا (به انگلیسی: Shamattawa Airport) یک فرودگاه همگانی باربری با کد یاتا ZTM است که یک باند فرود شن دارد و طول باند آن ۱٬۲۲۱ متر است. این فرودگاه در کشور کانادا قرار دارد و در ارتفاع ۹۰ متری از سطح دریا واقع شده‌است.

## شرکت‌های هواپیمایی و مقصدهای پروازی
| شرکت‌های هواپیمایی  | مقصدهای پروازی                                      |
| ------------------ | --------------------------------------------------- |
| Perimeter Aviation | گادز ریور، تامپسون، وینیپگ جیمز آرمسترانگ ریچاردسون |